# Pawel Pawlowitsch Borodin

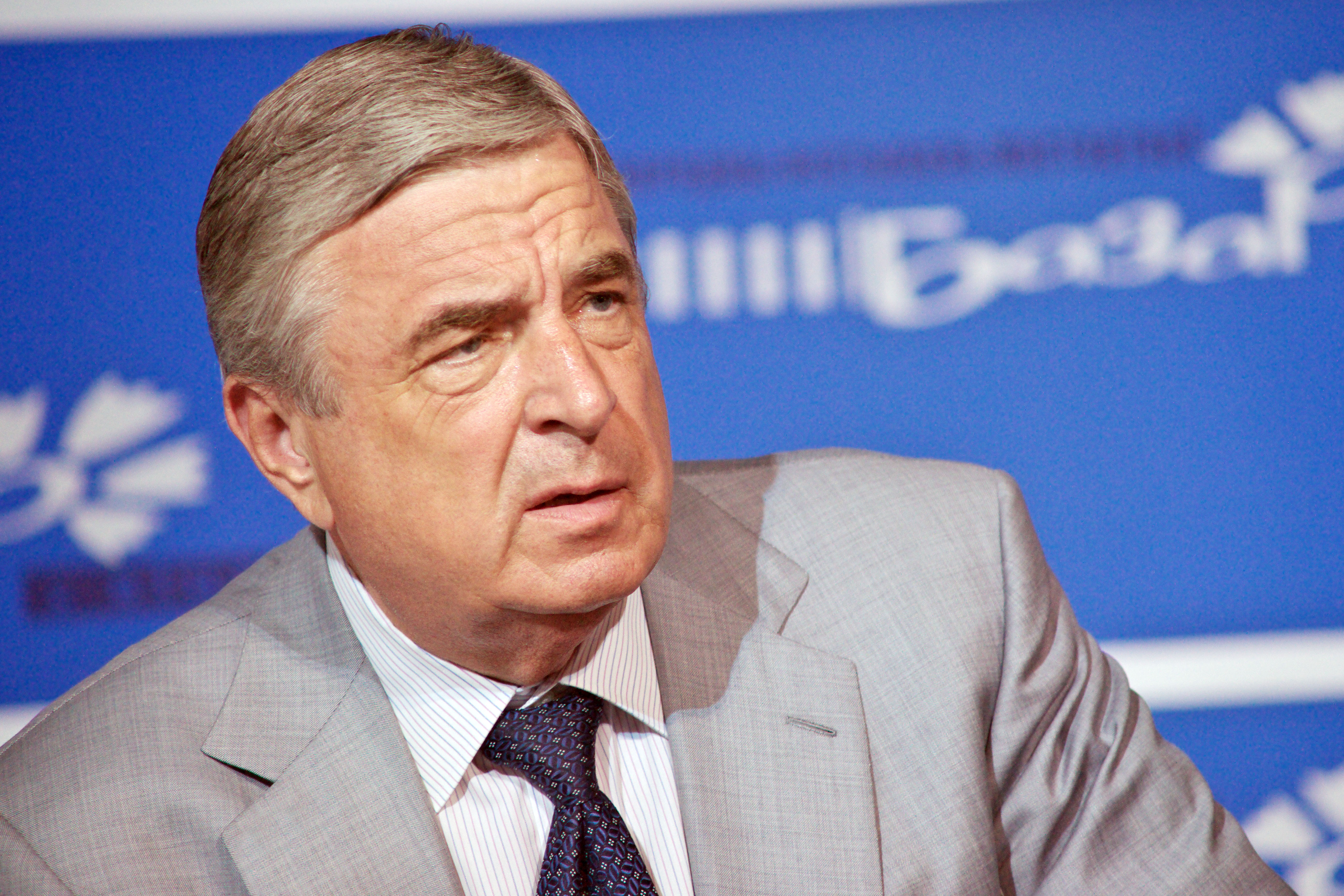
Pawel Borodin, 2010

Pawel Pawlowitsch Borodin (russisch Павел Павлович Бородин; * 25. Oktober 1946 in Schachunja) ist ein russischer Politiker.

## Biographie
Borodin schloss 1972 die Wirtschaftsfakultät des Landwirtschaftsinstituts von Uljanowsk als Wirtschaftswissenschaftler und 1985 die Höhere Parteischule in Chabarowsk ab. Ab 1980 war er Vorsitzender des Exekutivkomitees des Bezirks Wiljuisk (Jakutische ASSR), später Leiter des Exekutivkomitees der Stadt Jakutsk.
Von 1993 bis 2000 war er Leiter der Immobilienverwaltung des russischen Präsidenten, von 2000 bis 2011 Generalsekretär der Russisch-Belarussischen Union. 1996 wurde Borodin zum Wirklicher Staatsrat 1. Klasse der Russischen Föderation befördert.
Im April 2001 wurde er bei der Einreise in die USA aufgrund des Vorwurfs der Geldwäsche festgenommen und an die Schweiz ausgeliefert, wo er kurzzeitig im Gefängnis Champ-Dollon inhaftiert war. Nach Stellung einer Kaution von 3 Millionen US-Dollar durfte er die Schweiz verlassen.